# Giovanni Giuseppe Canali
Giovanni Battista Giuseppe Canali (Cesano, 22 de junho de 1781 – Ferentino, 1 de janeiro de 1851) foi um clérigo católico romano italiano, oficial da Cúria Romana e patriarca latino de Constantinopla.

## Biografia
Giovanni Giuseppe Canali foi ordenado padre em 26 de maio de 1804. Foi nomeado aos 14 de dezembro de 1840 como Bispo de Ferentino, pelo Papa Gregório XVI; recebeu a ordenação episcopal no dia 27 de dezembro seguinte, na igreja Santa Maria della Pace, Roma, pelo Cardeal Costantino Patrizi Naro, tendo como principais co-consagradores o Arcebispo Fabio Maria Asquini e o Bispo Giuseppe Maria Pietro Raffaele Castellani, OESA.
O papa o nomeou Vice-regente de Roma em 24 de janeiro de 1842, sendo elevado a Arcebispo Titular de Colossos. Depois, em 24 de abril de 1845, foi nomeado Patriarca Titular de Constantinopla.
Patriarca Canali exerceu suas funções até sua morte.

## Sucessão apostólica
Entre os vários sacerdotes que Giovanni Canali participou da ordenação episcopal, estão: Domenico Carafa della Spina di Traetto, Giuseppe Valerga e Innocenzo Ferrieri.